# Makurazaki
Makurazaki (jap. 枕崎市, -shi) ist eine Stadt in der Präfektur Kagoshima in Japan auf der Satsuma-Halbinsel.

## Geschichte
Sie wurde am 1. September 1949 gegründet.

## Weblinks

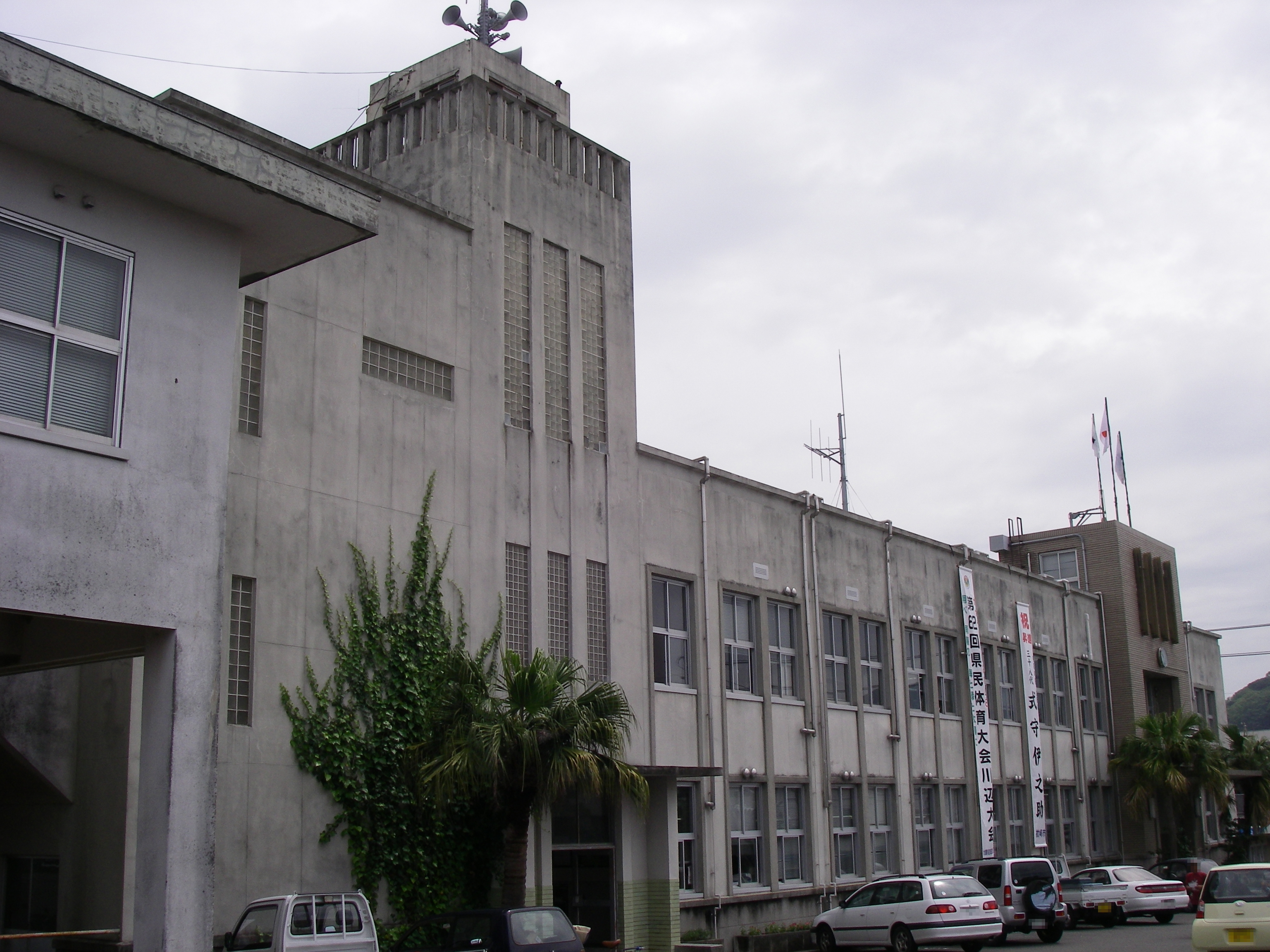
Rathaus von Makurazaki

## Verkehr
- Straßen:
  - Nationalstraßen 225, 226, 270
- Zug:
  - JR Ibusuki-Makurazaki-Linie

## Angrenzende Städte und Gemeinden
- Minamisatsuma
- Minamikyūshū

## Persönlichkeiten
- Kōta Sameshima (* 1992), Fußballspieler